# Руины

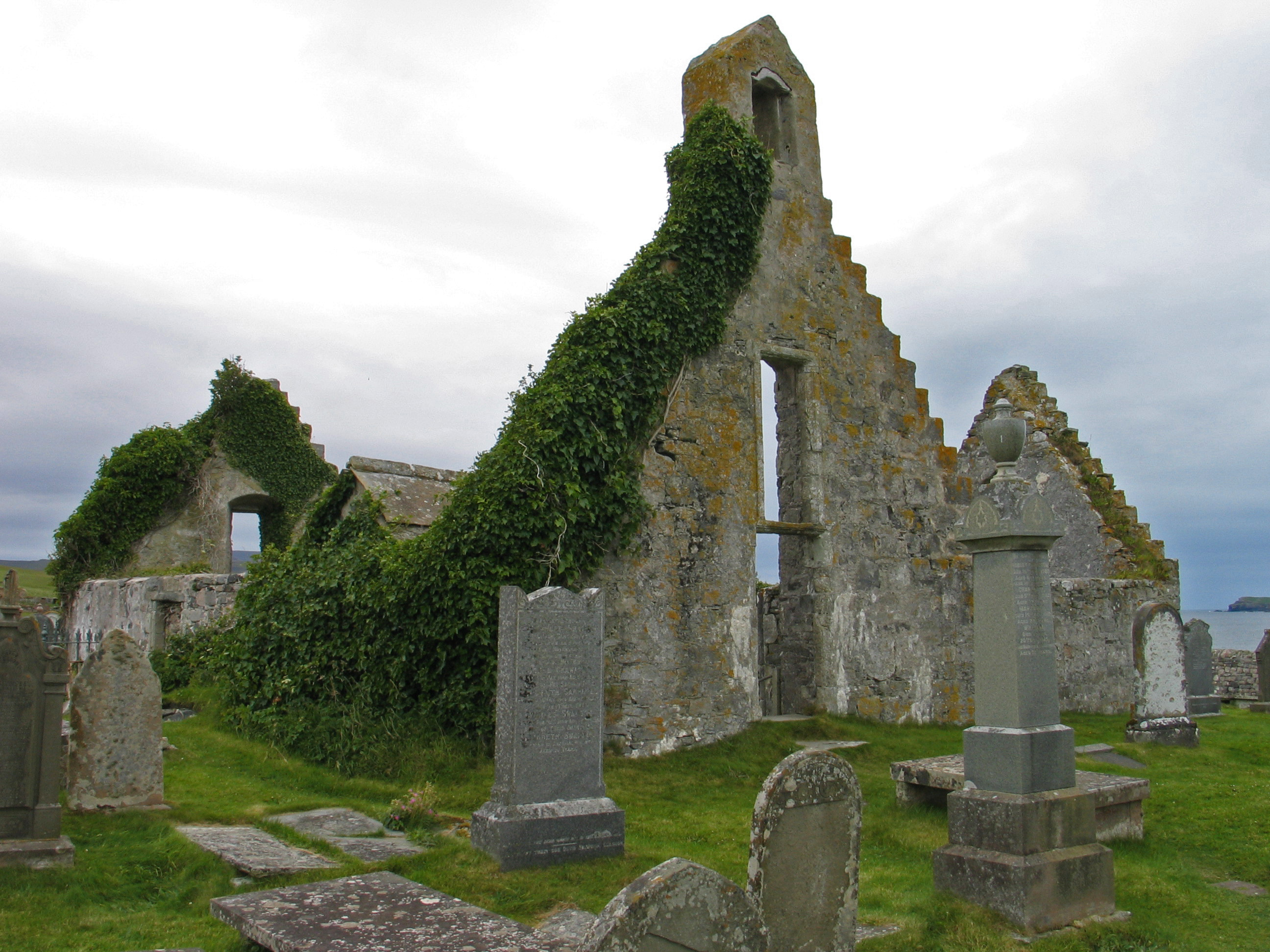
Руины каменной часовни в Шотландии.

Руи́ны (от ruere с лат. — «падать»), или разва́лины — останки разрушенного здания, сооружения, их группы или целого населённого пункта. 
В Толковом словаре живого великорусского языка Владимира Даля написано что Руи́на (ж. фрнц.) развалина; руи́ны, городище, и Разва́лина ж. или разва́лины мн. остатки разрушенного, развалившегося здания; развалины более остатки каменных стен; городище, селище, останки поселенья; пепелище, после пожару. Отдельные постройки превращаются в руины как по неосторожности (отсутствие регулярного обслуживания и ремонта), так и по причине умышленного разрушения. Населённые пункты становятся руинами из-за оттока населения, военных (боевых) действий или стихийных бедствий. При отсутствии надлежащей консервации руины со временем неуклонно разрушаются под действием погодных факторов и несанкционированной разборки на строительные материалы.

## Руины городов
Известны случаи, когда города, разрушенные в древности стихией, сохранили для археологов картину повседневной жизни того времени. Классические примеры — Помпеи и Геркуланум, погибшие при извержении Везувия в 79 году.
В Новейшее время города, подвергшиеся масштабному разрушению, обычно отстраиваются заново. Предвестником такого подхода послужило восстановление Лиссабона после землетрясения 1755 года. Иногда при реконструкции города пытаются воссоздать существовавшую ранее застройку (как, например, при восстановлении Варшавы и Дрездена после Второй мировой войны). Чаще город полностью застраивается заново (так, например, поступили с Гавром и Кёнигсбергом). В качестве напоминания о масштабе разрушений после восстановления города одно или несколько зданий оставляют в руинированном состоянии: например, монастырь кармелиток в Лиссабоне, Мемориальная церковь кайзера Вильгельма в Берлине, мельница Гергардта в Волгограде.
В течение последних десятилетий полному или частичному разрушению в ходе военных действий подверглись такие города, как Сараево, Кабул, Грозный, Багдад, Алеппо, Волноваха, Мариуполь и другие.

## Руины отдельных построек

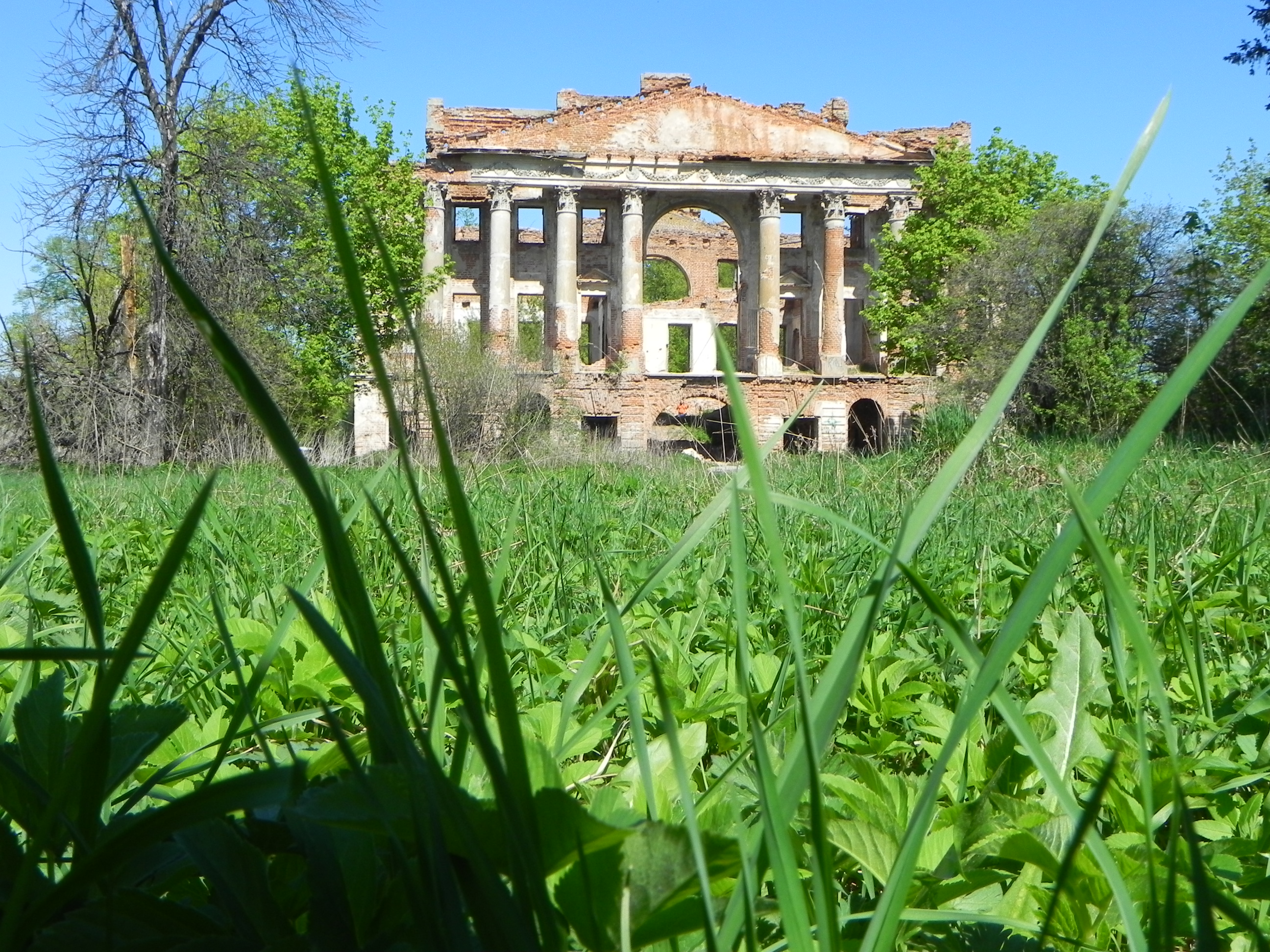
Руины подмосковной усадьбы Пущино-на-Наре (XVIII век)

История Европы знает немало периодов, когда сотни и тысячи зданий определённой категории оказывались в течение короткого времени заброшенными и превращались в руины. Так, во время инициированного Генрихом VIII закрытия английских монастырей бесхозными оказались монастырские комплексы, особенно в сельской местности. Король раздавал секуляризованные земли своим приверженцам, которые перестраивали готические аббатства в усадебные дома либо разбирали их на строительные материалы. С заброшенных монастырских построек первым делом демонтировали дорогостоящую металлическую крышу, что ускоряло разрушительные процессы.
Другой эпизод интенсивной руинизации связан с конфискациями и разрушениями замков непокорных шотландских феодалов в XVII веке. Во время Епископских войн 1639—1640 гг. король распорядился пробивать бреши в родовых замках своих оппонентов и демонтировать их кровли, чтобы сделать их непригодными для проживания. Эта практика была узаконена под названием slighting. В результате большой процент шотландских замков к концу XVII века представлял собой руины. Позже (даже в XX веке) владельцы некоторых замков (напр., Слэйнс) разбирали их крышу из-за нежелания платить значительный налог на недвижимость (который по британскому праву взимается только со зданий, имеющих крышу) и тем самым превращали их в развалины.
История также знает много случаев, когда в руины превращались памятники истории и культуры после перехода территории к другому государству — как неудобные напоминания о предыдущих хозяевах этой земли. Так, в части Восточной Пруссии, отошедшей в 1945 г. к СССР, почти не сохранилось многочисленных прежде орденских замков и рыцарских мыз — разве только в виде руин. В течение XX века правительство Турции часто обвиняли в молчаливом поощрении разрушения построек византийского периода или, по меньшей мере, в равнодушии к их ухудшающемуся состоянию.
После обретения независимости правительство Ирландии негласно способствовало упадку и руинизации усадеб английских аристократов, поскольку такие резиденции воспринимались как символы колониального угнетения. После Октябрьской революции подавляющее большинство дворянских загородных усадеб и сельских храмов на территории СССР превратилось в руины, ибо рассматривались как архитектурные рудименты инфраструктуры «классово чуждого эксплуататорского общества».

## Эволюция отношения к руинам
До эпохи Возрождения руины не рассматривались в качестве ценности, а их части использовались при возведении новой постройки на том же месте. Руины даже таких выдающихся зданий, как Колизей, служили каменоломней — источником материала для новых построек (см. сполии).

Античные руины начали привлекать интерес как памятники ушедшей эпохи с наступлением Возрождения, а в периоды Просвещения и романтизма стали цениться также и средневековые руины. К ним стали относиться как к осязаемым памятникам прошедших времён. Созерцание руин предрасполагало к элегическому оплакиванию идеализированного прошлого, особенно на фоне промышленной революции, воспринимавшейся как угроза традиционному образу жизни. 

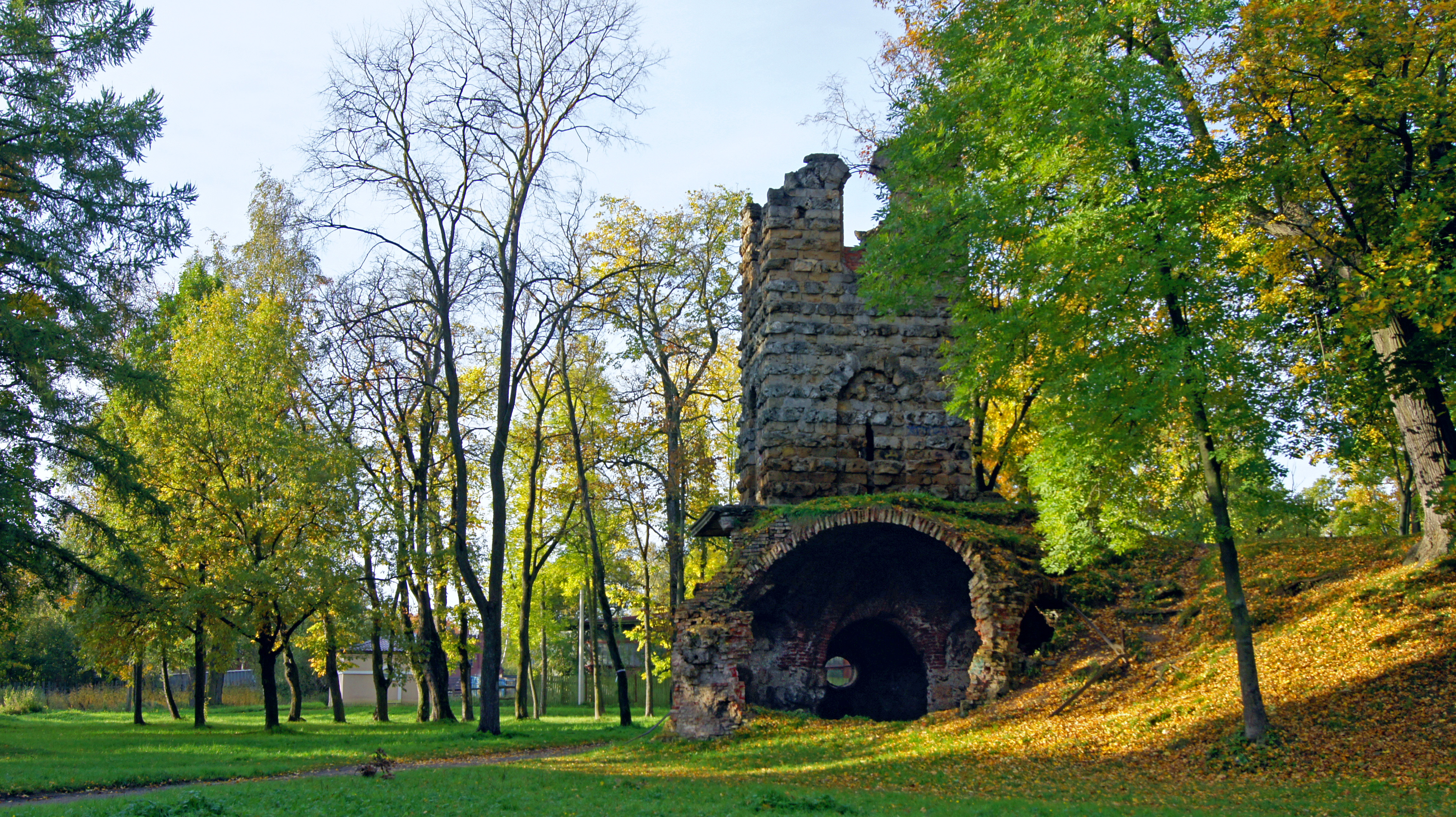
Искусственная башня-руина в Орловском парке Стрельны

Мода на руины началась с открытия Геркуланума в 1738 году и Помпей в 1748 году, после чего по всей Европе стали производиться раскопки и исследования древних объектов. Хорошо сохранившиеся в Италии античные здания с расчищенными фресками стали частью европейского культурного кода: Помпеи
стали обязательным пунктом в Гран-туре по Европе. Неоклассицизм придал греко-римским древностям статус эстетического канона, и потому руины, в особенности хорошо сохранившиеся, пополнили список образцов для подражания. Гравюры Пиранези подчеркивали различие между величественными античными сооружениями и утилитарной архитектурой современности; тем самым художник символично свысока судил о культуре настоящего.
Руины стали объектом натуры для многих художников того времени. Пейзажи, изображавшие ведуты Римской Кампаньи, вдохновляли Николя Пуссена и Клода Лоррена, которые помещали мифологические сюжеты в римский пасторальный пейзаж. Художники передавали живописное родство руин и ландшафта, идеализировали природу и наделяли её сущностными смыслами.
Элегия Вордсворта о Тинтернском аббатстве, вошедшая в сборник «Лирические баллады» (1798), положила начало традиции воспевания руин. Фридрих и другие живописцы соревновались между собой в изображении полуразрушенных средневековых замков, здесь проходили встречи поэтов-романтиков, собрания деятелей национально-освободительного движения и т. д. В Европе начала XIX века возник настоящий культ руин.
В Третьем рейхе при участии Альберта Шпеера была сформулирована т. н. теория ценности руин (Ruinenwert): при проектировании общественных зданий учитывалось, как они будут выглядеть в случае разрушения — с тем, чтобы по величественности не уступать развалинам Древнего Рима. Символизм руин выразился и в гимне ГДР под названием «Возрождённая из руин».

## Символизм и эстетизация руин
В Западной Европе руины начинают воспринимать именно как руины и сохранять в этом качестве в эпоху Возрождения. В эпоху Просвещения руины приобрели особую ценность, и начали наделяться самыми разными свойствами и функциями — историческими, психологическими, политическими и философскими. Появилось стремление сохранять руины для поддержания чувства цельности и связности истории, как знаки великого прошлого. В западных обществах руины играли важную роль в консолидации национальной идентичности. Философы, от Дени Дидро до Жана Бодрийяра, начали обращать внимание на значимость развалин и пытались раскрыть секрет притягательности руин.
Дидро считал, что полезность руин состоит в том, что они стимулируют желание и создают субъективность, которая сдерживает общество. Руины говорят о великом равенстве всего сущего перед смертью, но при этом позволяют человеку «почувствовать себя более одиноким», балансируя на самом краю «потока», который «увлекает народы один за другим в бездну,
общую для всех». Дидро утверждал, что руины возвращают нас к нашим склонностям, по мере того как время и смерть оспаривают значение сообществ и народов.
Немецкий философ Георг Зиммель тоже участвовал в прославлении руин. В своем знаменитом эссе 1907 года «Руина: эстетический опыт» Зиммель писал о примиряющем по сути воздействии руин на человека и о том, что руина парадоксальным образом является окном в будущее, показывая, что предмет, который превратился в руину, продолжает существовать и развиваться даже после того, как подвергся «насилию, которое дух совершил над ним, формируя его по своему образу». Зиммель считал, что руины — это не синоним разложения, потому что они создают «новую форму» и «новый смысл».

## Искусственные руины
Для эстетики романтизма характерна эстетизация процесса обветшания, что своеобразно преломилось в английской культуре парков 2-й половины XVIII века. Пейзажные парки того времени представляли собой инсценировку естественного ландшафта с добавлением искусственных руин. Этот тип архитектурного каприза был широко представлен в императорских, великокняжеских и дворянских усадьбах царской России, даже под стенами Московского Кремля (см. Итальянский грот).
Руины в усадьбах и парках были призваны побуждать созерцателей к размышлению о влиянии времени и бренности человеческой жизни. Эстетизация разрушения временем прочных каменных сооружений как визуальный фактор, была призвана способствовать меланхолическому и романтическому настроению у наблюдателя. Как писал английский писатель XVIII века Томас Уотли в своем популярном справочнике по поэтике английских садов, «при виде руин естественным образом приходят на ум мысли об изменчивости, разрушении и опустошении, а за ними тянется и длинная вереница других образов, слегка окрашенных меланхолией, которую внушают развалины».

«Руины символизируют победу вечной Природы над созданием рук человеческих, напоминают о бренности всего сущего. Ползучие растения, мох, чертополох завершают распад неорганической природы и придают картине особую живописность. Ко второй половине XVIII в. руины стали столь неотъемлемым элементом романтического пейзажа, что возникла мода на искусственные руины в садово-парковой архитектуре».— К. Н. Атарова

## Руины современных зданий

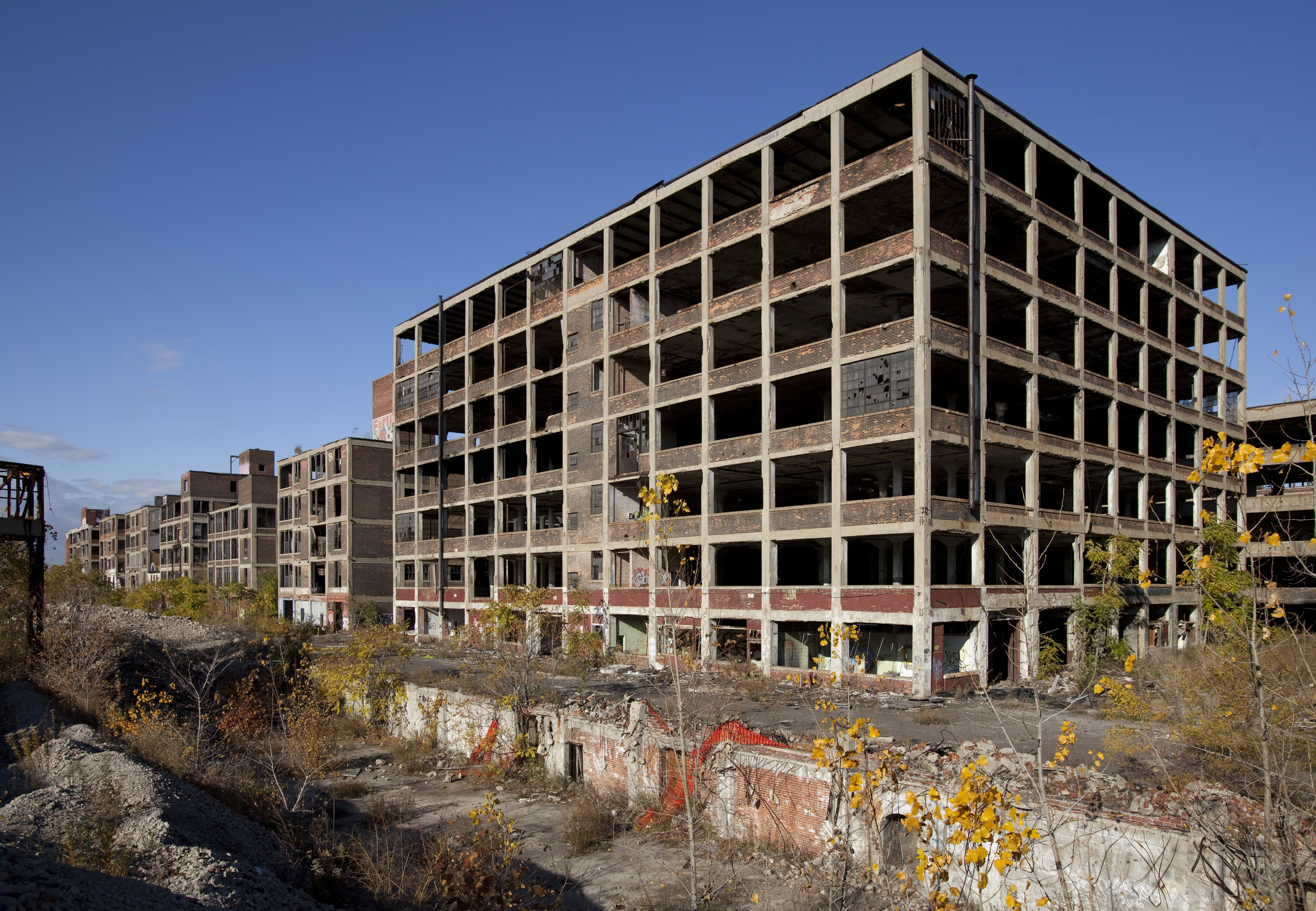
Последствия деиндустриализации: руины автомобильного завода Packard в Детройте

Руины объектов промышленной архитектуры распространены на территориях, подвергшихся деиндустриализации (как, например, Ржавый пояс США). Малопосещаемые торговые центры, пришедшие в упадок, называют в обиходе «ящиками с призраками» (англ. ghostbox).
Экономический упадок привёл к сворачиванию строительства масштабных объектов («недострои», «долгострои») и возникновению многочисленных руин на территории бывшего СССР, особенно по мере депопуляции промышленных окраин. С началом экономического кризиса в 2008 г. прекратилось дорогостоящее строительство многих торговых центров, что привело к возникновению нового поколения руин посреди густонаселённых районов. В 2017 г. общая площадь заброшенных и недостроенных объектов на территории Санкт-Петербурга составляла не менее 2,6 млн м².